# Начело еквивалентности
Начело еквивалентности је једно од начела на којем је заснован Закон о облигационим односима и на основу кога се регулишу облигационо идноси између повериоца и дужника. Ово начело закон је изразио речима да у заснивању двостраних уговора учесници полазе од начела једнаке вредности узајамних давања, а нарушавање тог начела повлачи правне последице. Ту треба споменути правила прекомерног оштећења, забрану зеленашких уговора, раскид и ревизију уговора због промењених околности и одговорност за физичке и правне недостатке ствари.